# القضيبية

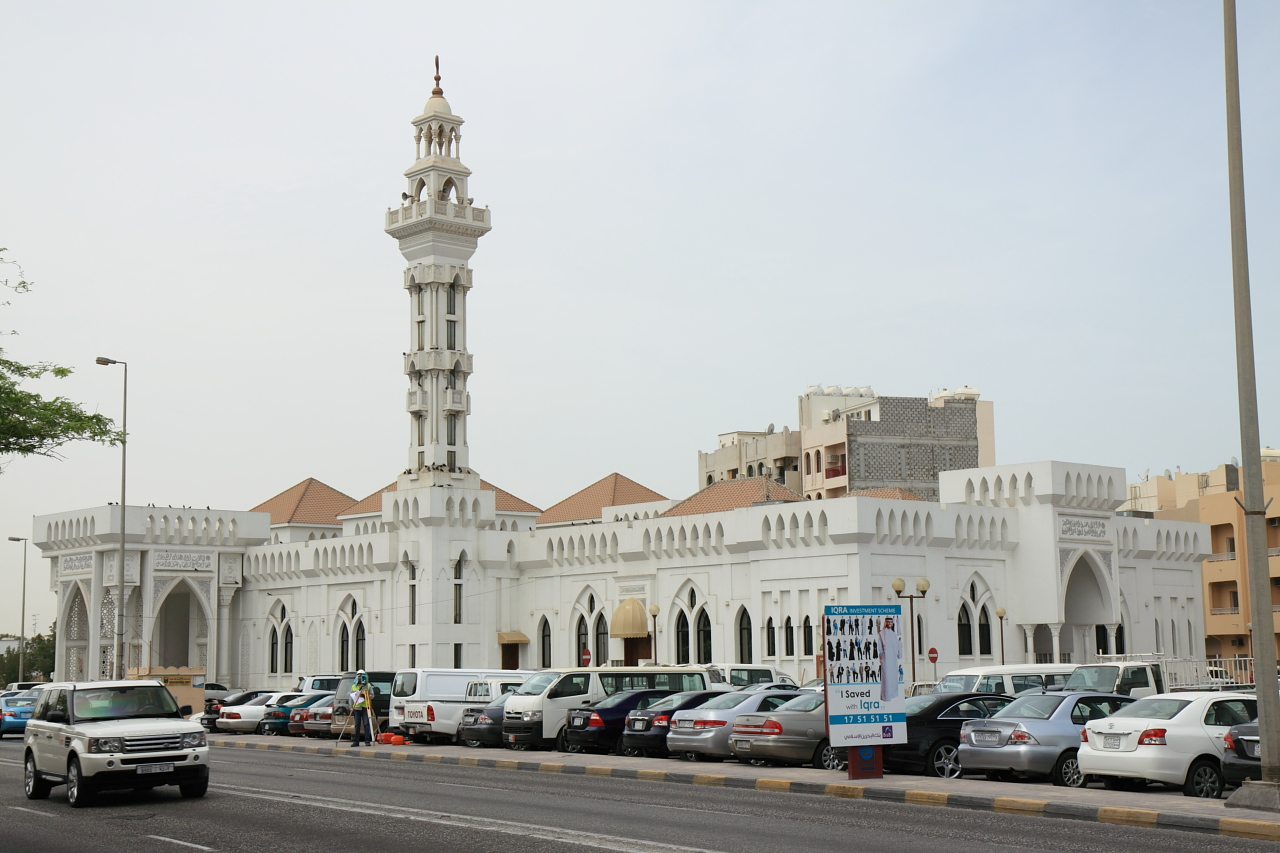

القضيبية تقع في شرق المنامة في البحرين. يسكنها العرب وتعتبر القضيبية المحاذية لمنطقة الحورة منطقة إستراتيجية وفيها قصور العائلة الحاكمة ومنازل العائلة الحاكمة. وهي مطلة على البحر من الشرق لجزيرة البحرين وفيها أول فندق وهو فندق الخليج وجامع القضيبية ومن القصور قصر القضيبية العامر والآن مقر مجلس الوزراء وقصر الشيخ حمد من أقدم القصور في البحرين وهو قصر الضيافة ويعتبر القصر من التحف البحرينية النادرة.
سكنها الشيخ يوسف بن سالم آل محمد آل بوعينين ولد في الدوحة، وكان من كبار الطواشين في البحرين ومن وجهاء آل محمد، وكان من أوائل من استوطن منطقة القضيبية بالمنامة في البحرين، وله بـها مسجد ما زال يعرف باسمه، وتوفي في البحرين.